# Erica brownleeae
Erica brownleeae är en ljungväxtart som beskrevs av Harry Bolus. Erica brownleeae ingår i släktet klockljungssläktet, och familjen ljungväxter. Inga underarter finns listade i Catalogue of Life.